# غودفري ستيفن
غودفري ستيفن (بالإنجليزية: Godfrey Stephen)‏ هو لاعب كرة قدم نيجيري في مركز الدفاع، ولد في 22 أغسطس 2000 في جوس في نيجيريا. لعب مع FC Isloch Minsk Raion ‏.

## وصلات خارجية
- غودفري ستيفن على موقع اتحاد تركيا (لاعب) (الإنجليزية)
- غودفري ستيفن على موقع قاعدة بيانات كرة القدم.إي يو (الإنجليزية)
- غودفري ستيفن على موقع Soccerway.com (الإنجليزية)
- غودفري ستيفن على موقع عالم كرة القدم.نت (الإنجليزية)